# Synlett
Synlett —  науковий журнал із синтетичної органічної хімії, призначений в першу чергу для публікації попередніх повідомлень та оглядових статей. Редакційну колегію очолює Бенджамін Ліст з Інституту дослідження вугілля Макса Планка в Мюльгаймі-на-Рурі.
Журнал видає Thieme Gruppe з 1989 року по наш час. Також Thieme Gruppe видає дочірні журнали Synthesis і Synfacts.
Імпакт-фактор у 2019 році становив 2,006. Відповідно до статистики ISI Web of Knowledge, у 2014 році журнал посів 20 місце з 57 журналів в категорії органічна хімія.